# Nikolai Alexandrowitsch Lemtjugow
Nikolai Alexandrowitsch Lemtjugow (russisch Николай Александрович Лемтюгов; * 15. Januar 1986 in Miass, Russische SFSR) ist ein russischer Eishockeyspieler, der seit Dezember 2018 bei Anyang Halla aus der Asia League unter Vertrag steht.

## Karriere
Nikolai Lemtjugow begann seine Karriere als Eishockeyspieler in der Nachwuchsabteilung des HK ZSKA Moskau, für dessen Profimannschaft er von 2004 bis 2006 in der Superliga aktiv war, nachdem er bereits seit 2001 für dessen zweite Mannschaft in der drittklassigen Perwaja Liga spielte. In diesem Zeitraum wurde der Flügelspieler im NHL Entry Draft 2005 in der siebten Runde als insgesamt 219. Spieler von den St. Louis Blues ausgewählt. Zunächst blieb er jedoch in Russland, wo er in der Saison 2006/07 für Sewerstal Tscherepowez in der Superliga auflief. Zur Saison 2007/08 wurde er von den St. Louis Blues nach Nordamerika beordert, wo er die folgenden eineinhalb Jahre in der American Hockey League für deren Farmteam Peoria Rivermen unter Vertrag stand.

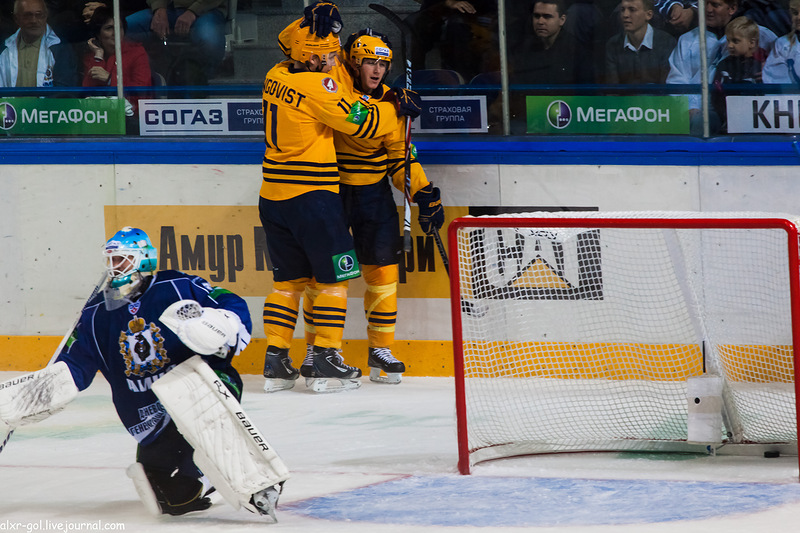
Nikolai Lemtjugow (re.) erzielt ein Tor gegen Alexei Murygin (2012)

Im Laufe der Saison 2008/09 kehrte Lemtjugow nach Russland zurück, wo er einen Vertrag bei Sewerstal Tscherepowez aus der neu gegründeten Kontinentalen Hockey-Liga unterschrieb. Dort blieb er, bis er kurz vor Ende der folgenden Spielzeit zu dessen Ligarivalen Ak Bars Kasan wechselte, für den er bis zum Saisonende in vier Spielen auflief. In der Folgezeit wurde er Stammspieler in Kasan, wo er auch die Saison 2011/12 begann, ehe er im November 2011 zum HK Metallurg Magnitogorsk transferiert wurde. Ende des folgenden Monats wechselte er erneut, diesmal zu Neftechimik Nischnekamsk.
Ab Mai 2012 stand Lemtjugow bei Atlant Moskowskaja Oblast unter Vertrag und absolvierte 33 KHL-Partien für den Klub, ehe er zum Jahreswechsel 2012/13 innerhalb der KHL zum HK Traktor Tscheljabinsk wechselte. Mit Traktor erreichte er das Finale um den Gagarin-Pokal, anschließend wechselte er zusammen mit Wjatscheslaw Below zum HK Sibir Nowosibirsk. Im Dezember 2013 tauschte ihn der HK Sibir gegen Alexander Nesterow vom HK Spartak Moskau ein. Für Spartak absolvierte er bis zum Ende der KHL-Hauptrunde noch elf Partien.
Nach der Saison 2013/14 zog sich Spartak vom Spielbetrieb zurück und Lemtjugow wurde im Juli 2014 vom HK Awangard Omsk verpflichtet. Für Awangard kam er in 21 Spielen zum Einsatz und spielte parallel einige Partien für Sokol Krasnojarsk, ehe er im Dezember 2014 an den HK Jugra Chanty-Mansijsk abgegeben wurde. Im Juli 2015 kehrte er zu Awangard zurück und absolvierte bis 2018 über 140 KHL-Partien für den Klub aus Omsk.

### International
Für Russland nahm Lemtjugow an der U20-Junioren-Weltmeisterschaft 2006 teil, bei der er mit seiner Mannschaft Vizeweltmeister wurde. Zu diesem Erfolg trug er mit vier Toren und einer Vorlage in sechs Spielen bei.

## Erfolge und Auszeichnungen
- 2006 Silbermedaille bei der U20-Junioren-Weltmeisterschaft

## Karrierestatistik
(Legende zur Spielerstatistik: Sp oder GP = absolvierte Spiele; T oder G = erzielte Tore; V oder A = erzielte Assists; Pkt oder Pts = erzielte Scorerpunkte; SM oder PIM = erhaltene Strafminuten; +/− = Plus/Minus-Bilanz; PP = erzielte Überzahltore; SH = erzielte Unterzahltore; GW = erzielte Siegtore; 1 Play-downs/Relegation; Kursiv: Statistik nicht vollständig)